# Арітон (Алабама)
Арітон (англ. Ariton) — місто (англ. town) в США, в окрузі Дейл штату Алабама. Населення — 662 особи (2020).

## Географія
Арітон розташований за координатами 31°35′52″ пн. ш. 85°42′47″ зх. д. / 31.59778° пн. ш. 85.71306° зх. д. (31.597772, -85.713061).  За даними Бюро перепису населення США в 2010 році місто мало площу 13,18 км², уся площа — суходіл.

### Клімат
| Клімат : Арітон       | Клімат : Арітон | Клімат : Арітон | Клімат : Арітон | Клімат : Арітон | Клімат : Арітон | Клімат : Арітон | Клімат : Арітон | Клімат : Арітон | Клімат : Арітон | Клімат : Арітон | Клімат : Арітон | Клімат : Арітон | Клімат : Арітон |
| Показник              | Січ.            | Лют.            | Бер.            | Квіт.           | Трав.           | Черв.           | Лип.            | Серп.           | Вер.            | Жовт.           | Лист.           | Груд.           | Рік             |
| Середній максимум, °C | 16,1            | 17,8            | 21,7            | 26,1            | 29,4            | 32,8            | 32,8            | 32,8            | 31,1            | 26,7            | 21,1            | 16,7            | 25,6            |
| Середній мінімум, °C  | 3,9             | 5,0             | 8,9             | 12,2            | 16,7            | 20,0            | 21,1            | 21,1            | 18,9            | 13,3            | 7,8             | 5,0             | 12,8            |
| Норма опадів, мм      | 117             | 127             | 145             | 117             | 94              | 117             | 160             | 124             | 109             | 58              | 81              | 124             | 1374            |
| --------------------- | --------------- | --------------- | --------------- | --------------- | --------------- | --------------- | --------------- | --------------- | --------------- | --------------- | --------------- | --------------- | --------------- |
| Джерело: Weatherbase  |                 |                 |                 |                 |                 |                 |                 |                 |                 |                 |                 |                 |                 |

## Демографія
Згідно з переписом 2010 року, у місті мешкали 764 особи в 285 домогосподарствах у складі 205 родин. Густота населення становила 58 осіб/км².  Було 319 помешкань (24/км²).
Расовий склад населення:
| - 78,3 % — білих - 19,2 % — чорних або афроамериканців - 0,1 % — азіатів |

До двох чи більше рас належало 1,4 %. Частка іспаномовних становила 6,0 % від усіх жителів.
За віковим діапазоном населення розподілялося таким чином: 26,0 % — особи молодші 18 років, 58,2 % — особи у віці 18—64 років, 15,8 % — особи у віці 65 років та старші. Медіана віку мешканця становила 39,0 року. На 100 осіб жіночої статі у місті припадало 90,5 чоловіків;  на 100 жінок у віці від 18 років та старших — 85,9 чоловіків також старших 18 років.
Середній дохід на одне домашнє господарство  становив 40 538 доларів США (медіана — 24 286), а середній дохід на одну сім'ю — 52 353 долари (медіана — 37 500). За межею бідності перебувало 37,6 % осіб, у тому числі 54,5 % дітей у віці до 18 років та 1,4 % осіб у віці 65 років та старших.
Цивільне працевлаштоване населення становило 194 особи. Основні галузі зайнятості: освіта, охорона здоров'я та соціальна допомога — 30,4 %, роздрібна торгівля — 18,6 %, науковці, спеціалісти, менеджери — 13,4 %, будівництво — 9,8 %.